# Chiesa di Santa Maria del Baraccano
La chiesa di Santa Maria della Pace del Baraccano è un edificio religioso situato a Bologna nel complesso del Baraccano.
Prende nome dal barbacane, antico torrione che sovrasta la struttura. La chiesa è monumento nazionale.

## Storia
La chiesa fu costruita nel 1403 per inglobare e proteggere dagli eventi climatici una teca che presentava la raffigurazione della Vergine che era dipinta sotto un'arcata delle antiche mura cittadine, e forse proprio per volontà di Giovanni I Bentivoglio quale ringraziamento per un dono ricevuto. La prima cappella era di piccole dimensioni venendo poi ampliata nel 1524 su progetto di Giuseppe Antonio Ambrosi con l'aggiunta del portico e nel 1682 con la realizzazione della cupola su disegno di Agostino Barelli.
Con le leggi napoleoniche, fu soppressa la Compagnia Spirituale del Baraccano. La chiesa riuscì a rimanere aperta in quanto fu dichiarata santuario.
Fu restaurata nel 1914.

## Descrizione
La chiesa è a pianta regolare.

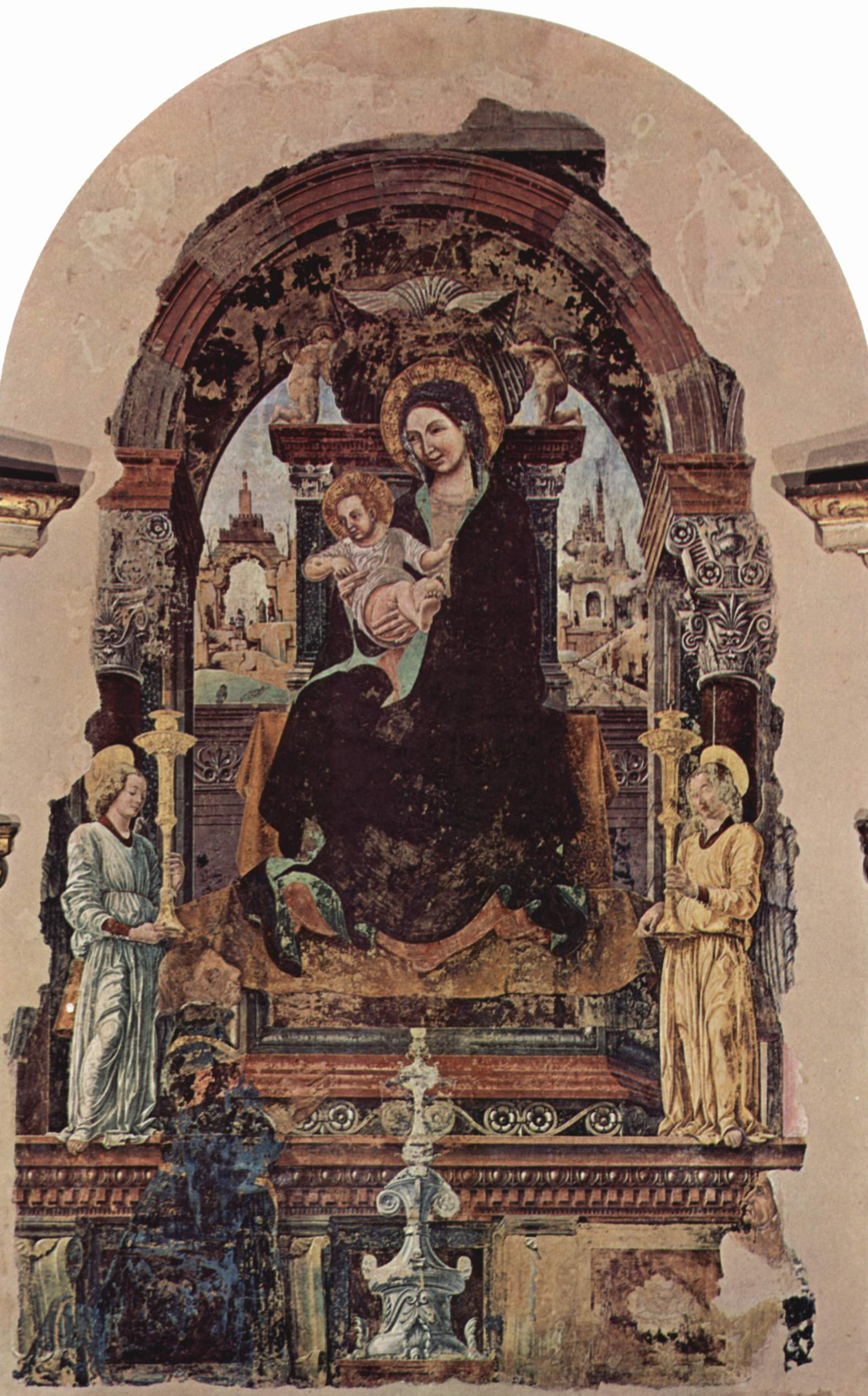
Francesco del Cossa, Santa Maria del Baraccano, 1472

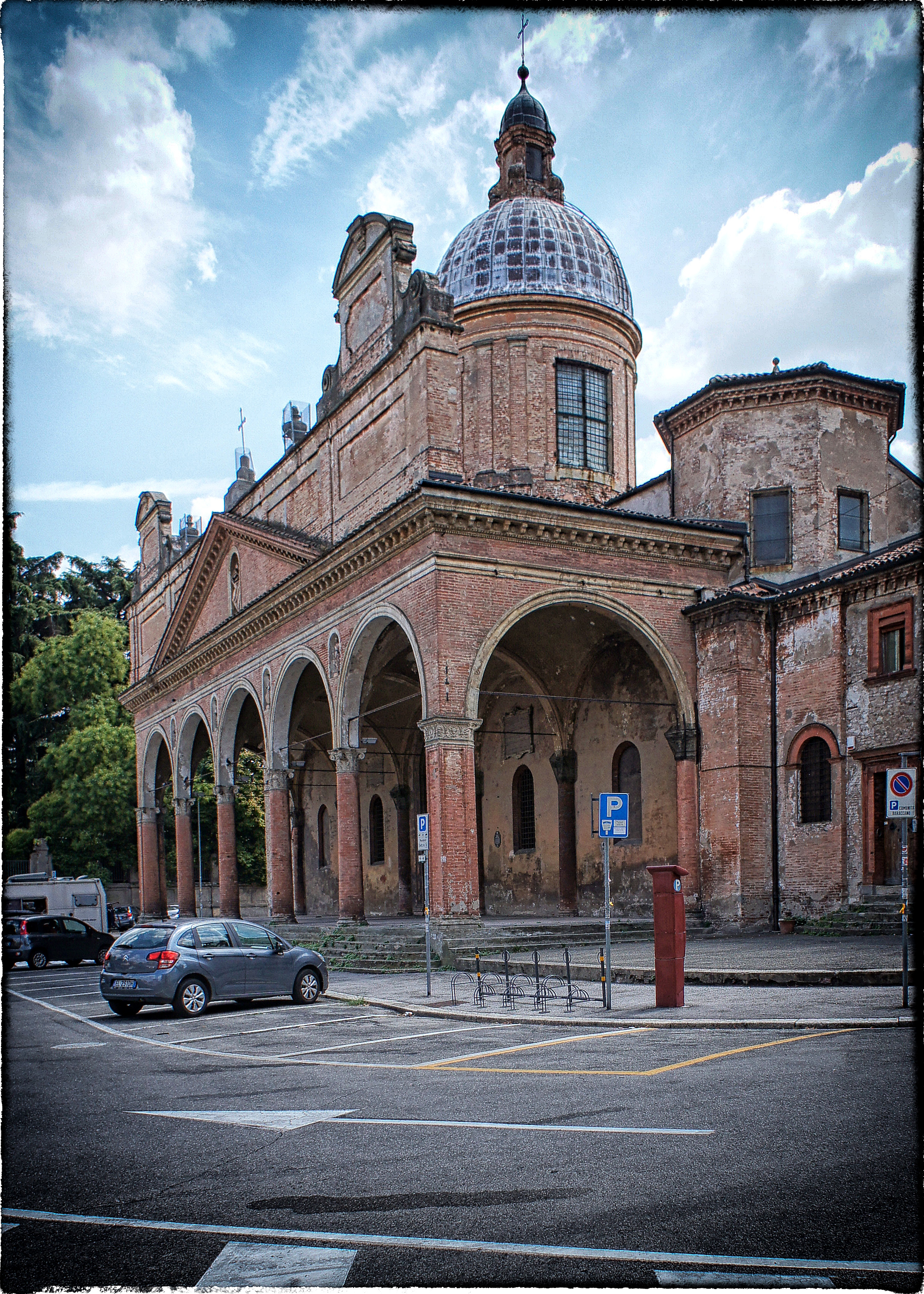
Chiesa del Baraccano

Il nucleo base della costruzione è la cappella maggiore, oltre ad essere la parte più antica.
All'interno del santuario si trovano il dipinto della Madonna del Baraccano forse realizzato da Lippo di Dalmasio e restaurato da Francesco del Cossa, la Disputa di Santa Caterina attribuito al pittore bolognese Prospero Fontana, una Sacra Famiglia della figlia Lavinia Fontana e la Processione di Gregorio Magno a Roma in tempo di peste, di Cesare Aretusi.
Il timpano presenta delle statue raffiguranti i quattro patroni di Bologna: San Petronio, San Domenico, San Procolo e San Francesco.

## Leggenda
Una lapide narra una leggenda, secondo la quale 1º febbraio 1512 gli artificieri di papa Giulio II, durante un assedio alla città, fecero saltare in aria un tratto di mura presso il Baraccano, ma inspiegabilmente quelle sarebbero ricadute intatte al loro posto.